# William Fields (Ruderer)
William „Bill“ Beauford Fields (* 6. August 1929 in Forsyth, Georgia; † 20. November 1992 in Gainesville, Georgia) war ein amerikanischer Ruderer.
William Fields war Kadett an der United States Naval Academy in Annapolis und Mitglied des Achters der Akademie. Dieser Achter wurde für die Olympischen Spiele 1952 nominiert. In Helsinki gelangte der US-Achter ungeschlagen ins Finale, dort siegte er mit über fünf Sekunden Vorsprung vor dem sowjetischen und dem australischen Boot. Es war seit 1920 der siebte Olympiasieg in Folge für die amerikanischen Achter. 
Fields gehörte bis zu seiner Graduierung 1954 dem Achter der Academy an und gewann auch in den beiden Jahren nach dem Olympiasieg den Titel der Intercollegiate Rowing Association. Nach seiner Graduierung war Fields Offizier in der US Navy, 1977 schied er als Commander bei der Navy aus. 